# Nemanja Motika
 (août 2025).
Nemanja Motika (en serbe : Немања Мотика), né le 20 mars 2003 à Berlin en Allemagne, est un footballeur serbe qui évolue au poste d'ailier gauche au Greuther Fürth.

## Biographie

### Carrière en club
Né à Berlin en Allemagne, Nemanja Motika est formé dans l'un des clubs de la capitale, le Hertha Berlin avant de rejoindre le Bayern Munich en 2017 pour y poursuivre sa formation. Il est appelé en équipe première par Julian Nagelsmann le 7 janvier 2022, lors d'un match de championnat face au Borussia Mönchengladbach (défaite 1-2 du Bayern) mais il reste sur le banc sans entrer en jeu,.
Le 2 février 2022, Motika rejoint l'Étoile rouge sans avoir fait ses débuts en professionnel avec le Bayern. Il signe alors un contrat courant jusqu'en juin 2026 avec le club de la capitale serbe. Il joue son premier match en professionnel avec l'Étoile rouge, le 12 février 2022 face au FK Čukarički en championnat. Il entre en jeu et son équipe s'impose par trois buts à zéro.
Il remporte son premier trophée lors de la saison 2021-2022, en étant sacré Champion de Serbie.
Le 3 février 2023, Nemanja Motika est prêté jusqu'à la fin de la saison à l'Austria Lustenau.
Lors de l'été 2023, Nemanja Motika quitte définitivement l'Étoile rouge de Belgrade afin de s'engager en faveur de l'Olimpija Ljubljana. Le transfert est annoncé dès le 12 juin 2023.
Il joue son premier match pour sa nouvelle équipe le 11 juillet 2023, lors d'une d'une rencontre qualificative pour la phase de groupe de la Ligue des champions contre le Valmiera FC. Il entre en jeu et son équipe l'emporte par deux buts à un.
Le 30 août 2024, Nemanja Motika rejoint Greuther Fürth sous la forme d'un prêt d'une saison. Le club dispose d'une option d'achat sur le joueur.

### En sélection
Nemanja Motika joue son premier match avec l'équipe de Serbie des moins de 19 ans le 5 juin 2021 contre la Roumanie. Il se fait remarquer ce jour-là en inscrivant son premier but, le seul de la partie, donnant ainsi la victoire aux siens.

## Palmarès
Étoile rouge de Belgrade
- Championnat de Serbie (1) :
  - Champion : 2021-22.